# Stormen (film fra 2009)
|  | Denne artikel er oprettet af botten Steenthbot ud fra en ekstern database. Den kan derfor have sproglige fejl eller mangler. Denne skabelon kan fjernes efter kontrol af indholdet. |

 For alternative betydninger, se Stormen (flertydig). (Se også artikler, som begynder med Stormen)
Stormen er en dansk børnefilm fra 2009 instrueret af Alexander Ø. Lyngesen efter eget manuskript.